# Camaiore
Camaiore és un municipi italià, situat a la regió de la Toscana i a la província de Lucca. L'any 2004 tenia 30.676 habitants.

## Fills il·lustres
- Marco Santucci (1762-1843) compositor musical.
- Francesco Gasparini (1665-1727) compositor musical.